# Chef suprême des Fidji
Chef suprême des Fidji est un titre purement honorifique conféré à l'ancienne reine des Fidji, Élisabeth II, par le Grand Conseil des Chefs. Le Grand Conseil reconnaît Élisabeth II comme étant le chef du plus haut rang au sein de la noblesse fidjienne, mais cette position n'est pas mentionnée dans la Constitution et ne correspond à aucune fonction juridique, exécutive ou autre.
Élisabeth II avait été reine et donc chef d'État jusqu'en 1987, date à laquelle un coup d'État mené par le colonel Sitiveni Rabuka eut pour conséquence l'abolition de la monarchie et l'instauration d'une république.
En 2002, le Grand Conseil des Chefs affirme qu'Élisabeth II demeure reine des Fidji (Tui Viti), et ce même si elle n'est plus le chef de l'État, fonction occupée depuis par le président de la République.
L'abrogation du Grand Conseil des Chefs en 2012 rend cette reconnaissance de facto caduque. Cette même année, le jour férié célébrant l'anniversaire officiel de la reine est supprimé et le portrait d'Élisabeth II disparaît des billets et pièces de monnaie des dollars fidjiens ; des grands chefs autochtones expriment alors leur colère et leur « tristesse », rappelant qu'ils reconnaissent toujours la reine comme chef suprême. Pour autant, la devise du pays est encore à ce jour « Crains Dieu et honore la reine ».